# Felix Aboagye
Felix Aboagye (Kumasi, 5 dicembre 1975) è un ex calciatore ghanese, di ruolo attaccante.

## Carriera

### Club
Ha giocato nel campionato ghanese, egiziano, greco, emiratino, qatariata, kuwaitiano, indiano, vietnamita e maldiviano.

### Nazionale
Con la maglia della nazionale ha esordito nel 1994, venendo convocato per le Olimpiadi 1996 e la Coppa d'Africa dello stesso anno.

## Palmarès

### Club

#### Competizioni nazionali
- Campionato egiziano: 5

Al-Ahly: 1993-1994, 1994-1995, 1995-1996, 1996-1997, 1997-1998
- Coppa d'Egitto: 2

Al-Ahly: 1995-1996
Zamalek: 2001-2002
- Campionato greco: 1

Olympiakos: 1998-1999
- Coppa di Grecia: 1

Olympiakos: 1998-1999
- Coppa dell'Emiro del Qatar: 1

Qatar SC: 2000-2001
- Coppa della Federazione indiana: 1

Mahindra United: 2003
- I-League 2nd Division: 1

Mumbai: 2008

#### Competizioni internazionali
- CAF Champions League: 1

Zamalek: 2002
- Coppa dei Campioni araba per club: 1

Al-Ahly: 1996
- Supercoppa araba: 1

Al-Ahly: 1997